# Crisi de l'Spútnik

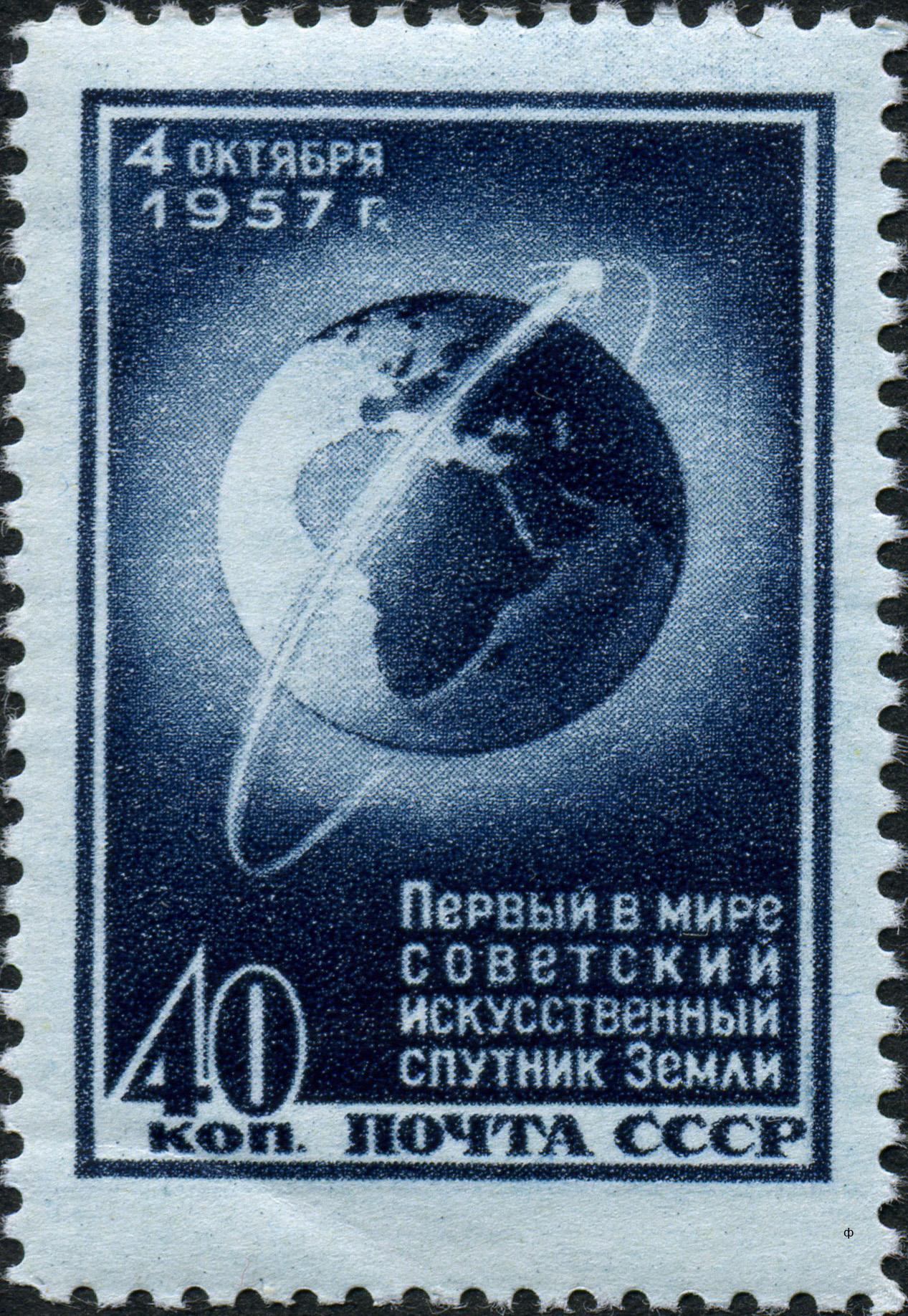
Segell soviètic mostrant un Spútnik en òrbita al voltant de la Terra

La crisi de l'Spútnik és el nom donat a la reacció nord-americana a l'èxit del Programa Spútnik. Va ser un element clau durant la Guerra Freda que va començar el 4 d'octubre de 1957, quan la Unió Soviètica va llançar el Spútnik, sent el primer satèl·lit artificial llançat per l'home.
Els Estats Units es consideraven com a potència mundial en tecnologia espacial i de desenvolupament de míssils. No obstant això, el llançament del Spútnik I i el fet que un dels dos primers intents de llançament fossin un fracàs, va sacsejar l'opinió pública nord-americana. Es va produir, per tant una crisi, anomenada la "crisi de l'Spútnik", a causa de la imminent amenaça de la Unió Soviètica.
Durant la Guerra Freda, va ser creixent als Estats Units un sentiment de temor sobre les possibilitats en intencions de la Unió Soviètica. Una vegada es va demostrar que la Unió Soviètica estava col·locant satèl·lits en òrbita, aquesta preocupació va augmentar considerablement, atès que la tecnologia per col·locar satèl·lits en òrbita permetia també la possibilitat de llançar ogives nuclears a distàncies intercontinentals.
Aquest esdeveniment va impulsar la cursa espacial que va conduir al llançament del primer ésser humà a l'espai i a l'aterratge del primer home en la Lluna (1969) mitjançant el programa Apollo.

## La resposta dels Estats Units
La Crisi de l'Spútnik va conduir els Estats Units a una sèrie de mesures, principalment iniciades pel Departament de Defensa:
- Càlcul de l'òrbita de l'Spútnik en els següents dos dies (treball realitzat pel departament d'Astronomia de la Universitat d'Illinois en Urbana-Champaign en conjunció amb Donald B. Gillies)[1]
- Increment en esforços del projecte de la Marina anomenat "Projecte Vanguard"[2] per al llançament de satèl·lits nord-americans per ser posats en òrbita terrestre. Recuperant el projecte Explorer de l'exèrcit americà per col·locar un satèl·lit en òrbita el 31 de gener de 1958.[3]
- Al febrer de 1958, la comunitat política i científica va reconèixer la necessitat d'un Departament d'alt nivell per a l'organització i execució de projectes d'Investigació i Desenvolupament pel que es va crear l'ARPA "Advanced Research Projects Agency", que més tard es convertiria en el DARPA "Defense Advanced Research Projects Agency".
- El 29 de juliol de 1958, el President Eisenhower va aprovar el "National Aeronautics and Space Act", creant la NASA.[4]
- Es van iniciar programes educatius per a la consecució d'una nova generació d'enginyers.
- Increment en les ajudes per a la investigació científica.
- Creació del programa de míssils Polaris
- L'àrea de gestió de projectes va patir un gran avanç per a la gestió i organització de projectes d'alta complexitat. El concepte de Gestió de projectes i els models d'estandardització de projectes com l'anàlisi PERT van ser inventats per al programa Polaris.
- Decisió del President John F. Kennedy de desenvolupar 1000 míssils LGM-30 Minuteman